# Fiesta de la Cereza
La Fiesta de la cereza o Día de la cereza es una fiesta de interés turístico celebrada en la localidad navarra de Milagro.

## Historia
Aunque este evento se viene celebrando desde 1999, no fue declarada como fiesta de interés regional hasta el año 2014.